# Zhang Jun (badminton)
Zhang Jun (張軍, Suzhou, 26 november 1977) is een Chinees badmintonspeler.

## Olympische Spelen
Zhang Jun deed namens China mee aan de Olympische Spelen van 2000 (Sydney) en de Olympische Spelen van 2004 (Athene), beide keren in het gemengd dubbelspel met Gao Ling. In 2000 wonnen ze goud, wat ze in 2004 met succes verdedigden.
Jun en Ling hadden een bye in de eerste ronde van de OS 2008 en in de tweede ronde versloegen ze Tsai Chia-Hsin en Cheng Wen-Hsing uit Chinees Taipei.
In de kwartfinales stonden ze tegenover Frederik Bergstrom en Johanna Persson (Zweden), deze werden zonder veel moeite verslagen met 15-3 15-1. Ook de in halve finale wonnen ze met weinig moeite van het Deense duo Jens Eriksen en Mette Schjoldager, 15-9 15-5. In de finale versloeg het Chinese duo het Engelse koppel Nathan Robertson en Gail Emms met 15-1 12-15 15-12, waarmee het tweede olympisch goud werd behaald.
De olympische titels waren niet de eerste en niet de laatste grote titels die de linkshandige Zhang samen met Goa haalde. Zo werden ze in 2001 samen wereldkampioen gemengd dubbel, wonnen ze de All-England Championships in 2001, 2003 en 2006, de Aziatische Kampioenschappen in 2002 en tien internationale Opens in Azië en Europa.
1996: Gil Young-ah & Kim Dong-moon ·
2000: Gao Ling & Zhang Jun ·
2004: Gao Ling & Zhang Jun ·
2008: Lee Yong-dae & Lee Hyo-jung ·
2012: Zhang Nan & Zhao Yunlei ·
2016: Tontowi Ahmad & Lilyana Natsir ·
2020: Huang Dongping & Wang Yilyu ·
2024: Huang Yaqiong & Zheng Siwei